# Oskar Bidder
Oskar Theodor Bidder, lettisch Oskars Bidders (* 27. März 1866 in Mitau, Gouvernement Kurland, Russisches Kaiserreich; † 12. Juli 1919 in Moskau, Russische Sozialistische Föderative Sowjetrepublik) war ein deutsch-baltischer Pastor. Er gilt als evangelisch-lutherischer Bekenner und ist auf dem Rigaer Märtyrerstein verzeichnet.

## Leben
Oskar Bidders Vater war der Mediziner August Bidder. 1876 bis 1879 ging Oskar Bidder auf die Dannenbergsche und die Adolphische Privatschule in Mitau, 1879 bis 1880 auf die Privatschule des Oberförsters Rochlitz in Kursieten in Kurland und 1881 bis 1886 auf das Gouvernementsgymnasium in Mitau, das er mit dem Abitur abschloss.
Er hatte sein Leben lang eine schwache Gesundheit. Durch Disziplin und Leistungswillen konnte er sein von 1887 bis 1893 betriebenes Studium an der Kaiserlichen Universität Dorpat als graduierter Student abschließen. Sein Schwachpunkt waren seine Nerven. Seit dem 20. Oktober 1887 war er Mitglied des Theologischen Vereins Dorpat. 1893 bestand er die Prüfungen vor dem Konsistorium in Mitau. Sein Probejahr verbrachte er von 1893 bis 1894 bei Pastor Klapmeyer in Lesten in Kurland.
Er wurde am 20. November 1894 in Mitau von Pastor Katterfeld ordiniert. Er hatte verschiedene Vikariatsstellen inne. So war er von 1894 bis 1895 Pastor-Adjunkt in Lesten und Blieden in Kurland, von 1895 bis 1896 in Allendorf in Livland, 1896 in Sickeln in Oberkurland und 1896 bis 1897 in Lesten. 1897 wurde er dann Pastor in Sickeln. Hier musste er sich gegenreformatorischen Bemühungen der römisch-katholischen Kirche entgegenstellen, ein Problem, das nur wenige Gemeinden betraf. Sein schlechter Gesundheitszustand hinderte ihn nicht daran, seine Gemeinde pflichtbewusst auszubauen. Er veranlasste den Bau der Küsterei und der Schule. Seine Arbeit an den Konfirmanden galt als segensreich.
Neben seiner geistlichen Tätigkeit war Oskar Bidder, ebenso wie der 1905 ermordete Pastor Karl Schilling, der 1906 ermordete Propst Ludwig Zimmermann, die 1919 von Bolschewiki hingerichteten Pfarrer Alexander Bernewitz, Hans Bielenstein, Xaver Marnitz, Arnold von Rutkowski, Paul Fromhold-Treu, Christoph Strautmann, Karl Schlau, Eberhard Savary, Eugen Scheuermann und Wilhelm Gilbert und wie die Pastoren Gustav Cleemann und Erwin Gross, die an den Folgen ihrer Gefangenschaft bei den Bolschewiki starben, ordentliches Mitglied der Lettisch-Literärischen Gesellschaft, die sich der Erforschung der lettischen Sprache, Folklore und Kultur widmete. Diese Gesellschaft wurde überwiegend von deutsch-baltischen Pastoren und Intellektuellen getragen. Für die Letten selbst war eine höhere Bildung zur Zeit der kaiserlich-russischen Vorherrschaft noch kaum zugänglich, ihre Kultur führte ein Schattendasein.
Am 29. April 1897 heiratete Oskar Bidder Marie Hermine Petri, eine Tochter des Kaufmanns Wilhelm Petri in Riga.
Während der Russischen Revolution von 1905 wurde er vor der Lebensgefahr für die Landpastoren gewarnt; er blieb aber bei seiner Gemeinde.
Die Arbeit eines baltischen Pastors in dieser Zeit war anspruchsvoll. Der Kampf gegen gegnerische Weltanschauungen war ein Dauerzustand. Das Amt brachte weite Fahrten mit sich. Bidder konnte diesen Anforderungen auf Dauer nicht standhalten. Oft musste er sich Urlaub nehmen, wenn auch nur ungern, um seine Nerven zu beruhigen. Seine Krankheit wurde schließlich so schwer, dass er sein Amt im Jahre 1910 aufgeben musste. Als es ihm besser ging, zog er nach Riga und diente dort ab 1910 als Religionslehrer und Gefängnispastor in der St. Jakobi-Gemeinde.
Während des Ersten Weltkrieges wurde er für den Zeitraum von 1914 bis 1917 in das Innere Russlands gebracht. Er war der erste Pastor, der zu dieser Zeit deportiert wurde. Angeblich hatte er mit den zivilen deutschen Kriegsgefangenen für Wilhelm II. gebetet. Er wurde nach Kortschewa bei Twer verbannt. Als Riga unter deutsche Besatzung gelangte, konnte Bidder zurückkehren und seine Pflichten wieder aufnehmen.
Während des Lettischen Unabhängigkeitskrieges wurde er aufgrund seines Amtes als Gefängnispastor von den Bolschewiki verhaftet. Am 22. Mai 1919, während des Einzugs der Baltischen Landeswehr in Riga, konnten sie Bidder und alle anderen Geiseln, die im Frauengefängnis interniert waren, noch nach Moskau bringen. Auf der Fahrt war Bidder der einzige Pastor. Er tröstete und stärkte die anderen Gefangenen mit dem Wort Gottes. Während der Fahrt wurden sie ständig mit dem Tod bedroht und brutal behandelt. Sie litten unter Hunger und Durst. Die Fahrt war für den kränklichen Pastor besonders belastend. Als er Moskau erreichte, war er sehr geschwächt und erkrankte an Dysenterie.
Oskar Bidder starb am 12. Juli 1919 in Moskau im Gefängnislazarett. Über sein Schicksal und das 42 weiterer Geiseln erfuhr man in seiner Heimat im September 1919 nach der Rückkehr Luckjanows, eines Delegierten des dänischen Roten Kreuzes, aus Moskau.